# 고철

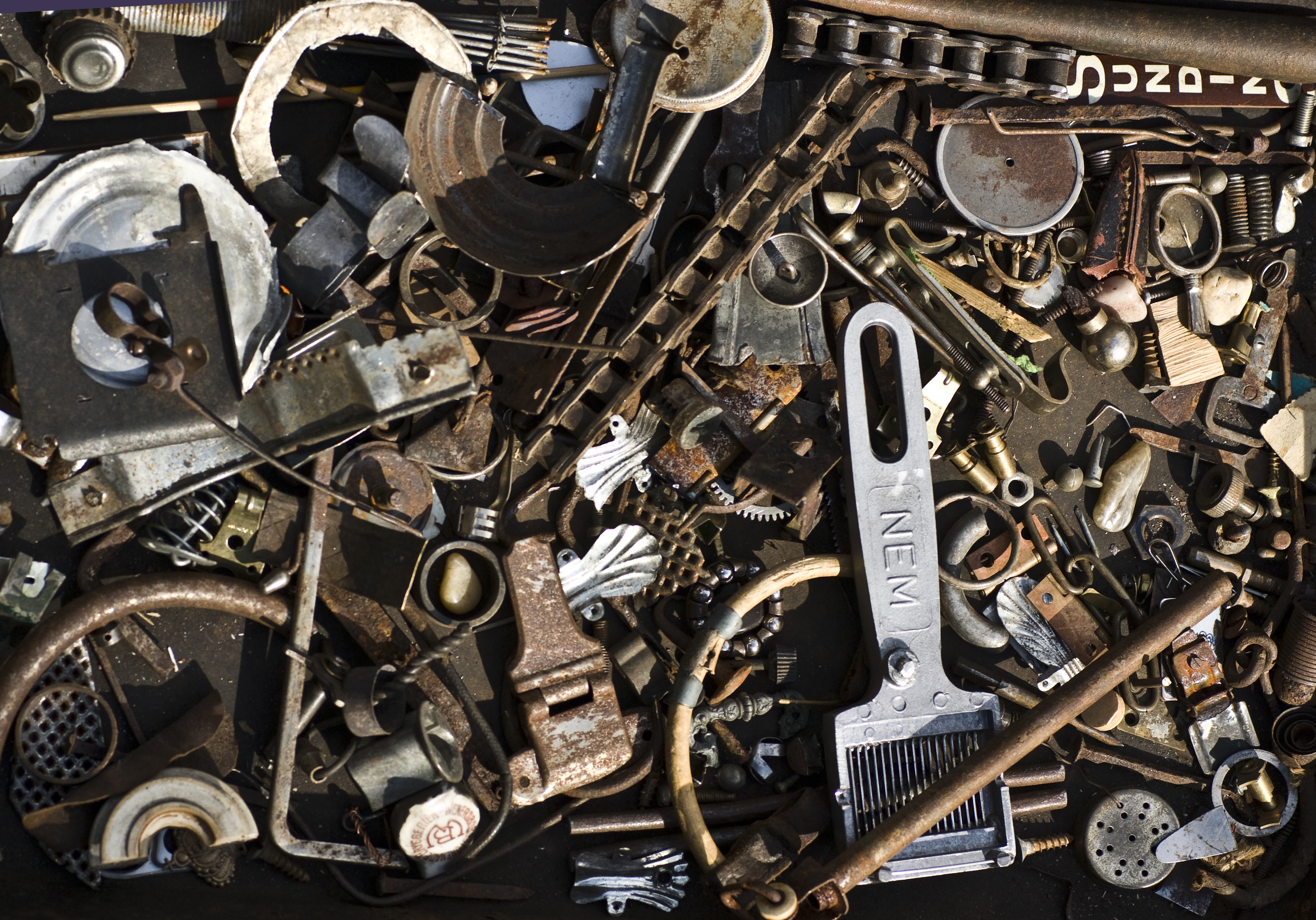

고철(scrap or scrap metal)은 차량 부품, 건물 부속, 잉여 물질 등 제품 제조와 소비를 통해 남은 재활용 가능한 물질들로 구성된다. 폐기물과 달리 고철은 금전적인 가치가 있다.

## 처리
스크랩은 사업 및 주거 환경에서 기원한다. 일반적으로 스크래퍼는 스크랩 물질이 불필요한 사람들을 위해 스크랩 물질을 간편하게 제거해주는 서비스를 광고한다.

## 재활용의 장점
미국 환경보호청이 수행한 연구에 따르면 스크랩 물질을 재활용하는 것은 환경에 매우 도움이 될 수 있다. 재활용된 스크랩 물질을 사용 시:
- 75% 에너지 절약.
- 90% 순물질 절약.
- 86% 대기 오염 감소.
- 40% 물 사용 감소.
- 76% 수질 오염 감소.
- 97% 채광 폐기물 감소.